# Castelo Branco (Horta)

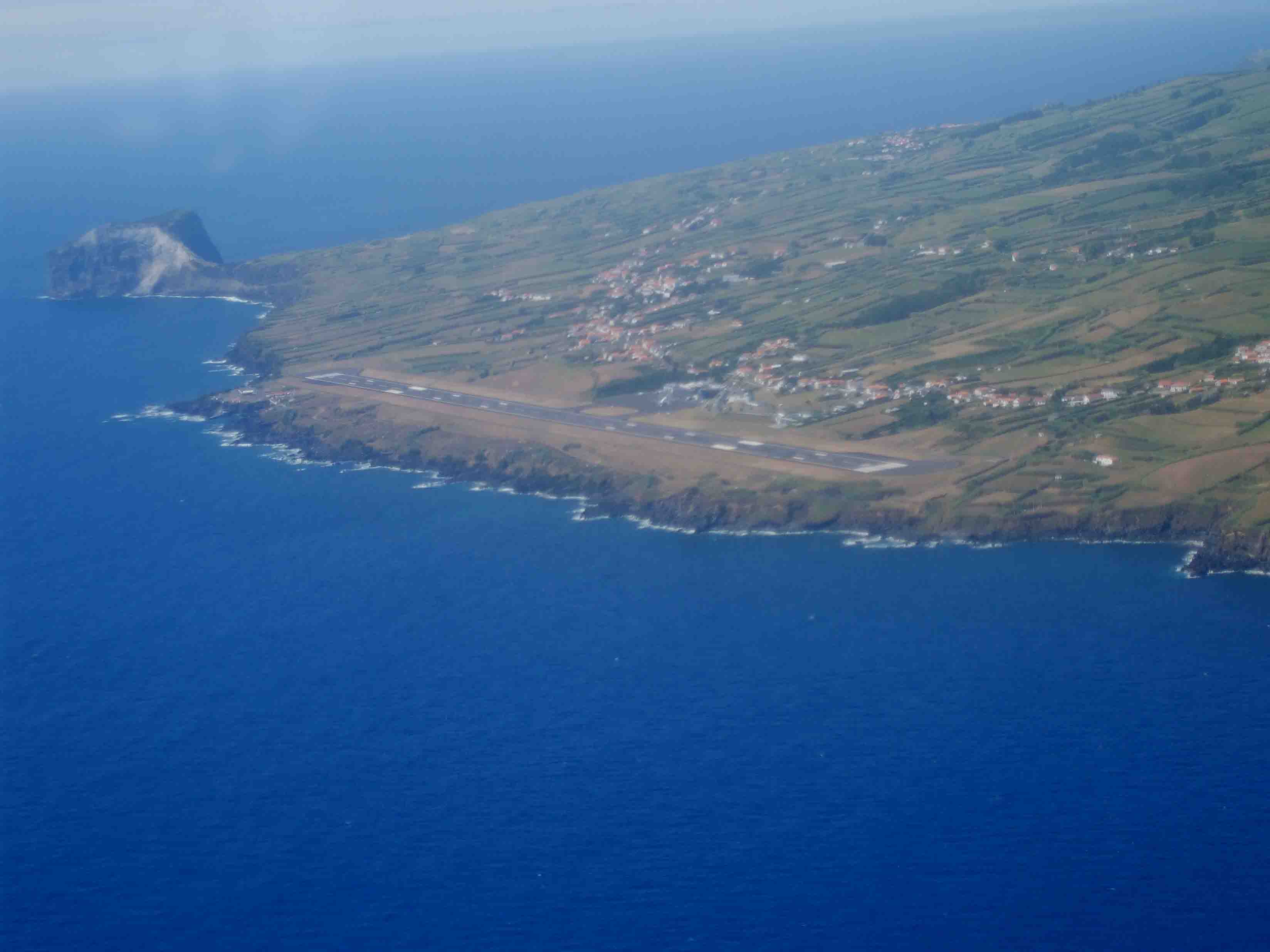
Vista aérea da freguesia de Castelo Branco, com o Aeroporto da Horta em primeiro plano e o Morro de Castelo Branco a projetar-se sobre o mar.

Castelo Branco é uma freguesia portuguesa do município da Horta, na Ilha do Faial, Região Autónoma dos Açores, com 24,33 km² de área e 1258 habitantes (censo de 2021). A sua densidade populacional é 51,7 hab./km².

## Demografia
A população registada nos censos foi:
| Distribuição da População por Grupos Etários | Distribuição da População por Grupos Etários | Distribuição da População por Grupos Etários | Distribuição da População por Grupos Etários | Distribuição da População por Grupos Etários |
| -------------------------------------------- | -------------------------------------------- | -------------------------------------------- | -------------------------------------------- | -------------------------------------------- |
| Ano                                          | 0-14 Anos                                    | 15-24 Anos                                   | 25-64 Anos                                   | > 65 Anos                                    |
| 2001                                         | 233                                          | 210                                          | 692                                          | 214                                          |
| 2011                                         | 228                                          | 147                                          | 722                                          | 212                                          |
| 2021                                         | 170                                          | 176                                          | 686                                          | 226                                          |

## História, Monumentos e Museus
Deu o nome à freguesia, o morro vulcânico de rocha esbranquiçada - com 149 m de altura - que sugere o perfil de um castelo medieval. É por isso chamado de "Castelo Branco".
O Morro de Castelo Branco é um domo vulcânico formado há 10 mil anos, ligado à Ilha do Faial por um istmo muito estreito. Vale a pena visitá-lo, quanto mais não seja pelas vistas em todas as direcções que durante o dia e ao anoitecer que dali se observar.
Junto dele situa-se a Gruta dos Anelares, O Porto de Castelo Branco, antigo cais piscatório, agora transformado uma zona balnear. Os principais cursos de água da freguesia são: a Ribeira de Santa Catarina, a Ribeira Grande e a Ribeira da Lombega.
O primeiro documento que refere à freguesia e sua igreja, data de 30 de Julho de 1568, não obstante o primeiro assento paroquial tenha a data de 1643, um óbito.
O Rei D. Manuel I de Portugal, por alvará de 10 de Julho de 1514, manda fornecer os ornamentos necessários ao culto. Segundo o Padre Gaspar Frutuoso, a primitiva igreja paroquial foi construída logo após da construção das igrejas paroquiais da Horta, da Feteira e dos Flamengos. Era uma igreja de 3 naves sobre 5 colunas. ("Saudades da Terra", Vol. VI Cap. 37)
Diz a tradição, que existiu em Castelo Branco até ao ano de 1580, umas casas de retiro de freiras, que no entento e devido ao perigo dos frequentes ataques de corsários e piratas, buscaram refúgio na Horta, no Convento de São João Batista.
Em 1767, a primitiva igreja é substituída pela actual, com o orago de Santa Catarina de Alexandria. Segundo Gaspar Frutuoso, escrevendo por volta de 1585, a freguesia tinha 350 habitantes distribuídos por 120 fogos. Cerca de 60 anos mais tarde, em 1643, segundo frei Diogo das Chagas, a freguesia tinha 1 042 habitantes distribuídos por 245 fogos. ("Espelho Cristalino", pág. 478)
Sobretudo a partir de 1957, com a vaga migratória para a Europa continental e América do Norte (Estados Unidos e Canadá), veio reduzir em muito a população da freguesia.
Para além de causas económicas, a erupção do Vulcão dos Capelinhos contribuiu em muito para a imigração. O número de habitantes tem vindo a aumentar nos últimos anos, depois da grande quebra demográfica de meados do século XX.
A 9,5 km a ocidente da cidade da Horta, localiza-se o Aeroporto Internacional da Horta, distinção obtida em Dezembro de 2002, fundamental para a economia da região e de toda a ilha. Foi inaugurado em 24 de Agosto de 1971, pelo então Presidente da República, o Almirante Américo Tomás. Têm início a 5 de Julho de 1985, ligações diretas entre Lisboa e Horta operadas pela TAP.

## Tradições, Festas e Curiosidades
Festa de São Pedro (Junho), que recentemente adquiriu uma grande dimensão, sendo mesmo uma referência já no panorama das festividades populares locais; Festa de Nossa Senhora de Lurdes (15 de Agosto), Festa de Santa Catarina de Alexandria (25 de Novembro), esta é a festa da padroeira da freguesia.
Em termos de colectividades, destaca-se a Sociedade Filarmónica Euterpe de Castelo Branco, fundada em 12 de Abril de 1912, que para além da filarmónica tem ainda o grupo etnográfico.
Destaca-se ainda o Futebol Clube de Castelo Branco, fundado em 1917, bem como o seu apoio exemplar dado aos atletas do Desporto Adaptado, na pessoa do seu Presidente.
No campo do futebol tem o Clube Recreio e Fraternidade, que já disputou por vários anos o campeonato de futebol da associação de futebol da Horta.
A nível do artesanato local, destaca-se a colecção em miniatura de alfaias agrícolas em madeira de António Duarte, na Canada de Santa Catarina. Cada peça é tão real e pormenorizada que ficamos boquiabertos.
Existem vários artesãos nomeadamente na área do artesanato em peças e trabalhos de estanho, como José Rosa e Isaura Rodrigues, na área da pintura com Lurdes Andrade e peças de vestuário bordadas em palha por Isaura Rodrigues, algo de excepcional.
Se pretender marcar uma visita ao Aeroporto, deve contactar o Centro Operacional do Aeroporto, com uma antecedência de oito dias. Presentemente, deseja-se a ampliação da pista (de 1 700 por 45 metros) em 275/300 metros e a instalação do ILS (Sistema de Aterragem por Instrumentos). Isso permitirá a aterragem dos Airbus com uma maior margem de segurança e sem que os aviões sofram penalizações técnicas. Desse modo, espera-se que o aeroporto venha a receber voos charter directos.

## Economia
A agro-pecuária é a principal actividade económica da população. Possuindo um dos melhores solos da ilha, a freguesia produzia em tempos que já lá vão uma grande diversidade de produtos (trigo, centeio, cevada, junça e abóboras). Também a cana do açúcar, a filaça, o milho e o chá tiveram expressão na produção agrícola da freguesia, e até à bem pouco tempo ainda se cultivava tabaco. Voltada para o mar, a freguesia foi ainda uma das principais localidades piscatórias da ilha e na actividade baleeira.
Hoje, muitas das pessoas que trabalham na agricultura, exercem-na como actividade secundária.
Na zona da Lombega, situa-se uma importante indústria de panificação.
A inauguração do Aeroporto da Horta a 24 de Agosto de 1971 teve um papel muito dinamizador da freguesia e de toda a ilha. O turismo tem merecido uma crescente atenção.
-Na zona alta da freguesia, mais precisamente na Lombega existe uma indústria de alumínios.
-Recentemente foi criado um trilho pedonal que liga a zona da Ribeira da Lombega e o Morro, passando pela Gruta dos Anelares, que se encontra fechada e que foi alvo de uma inspecção recente por elementos dos montanheiros e elementos da Junta de Freguesia, tendo se verificado que a mesma cedeu em uma parte e que não oferece segurança para ser aberta de imediato ao público.
-Na zona do Porto, foi inaugurada uma piscina para crianças para além de um parque infantil e uma piscina natural para crianças.
-A freguesia de Castelo Branco dispõe de um agrupamento de escuteiros, pertencente ao grupo nacional de escutas com o nº1098
-Existe um parque de lazer na zona que faz fronteira entre a freguesia e a freguesia do Capelo.

## Galeria

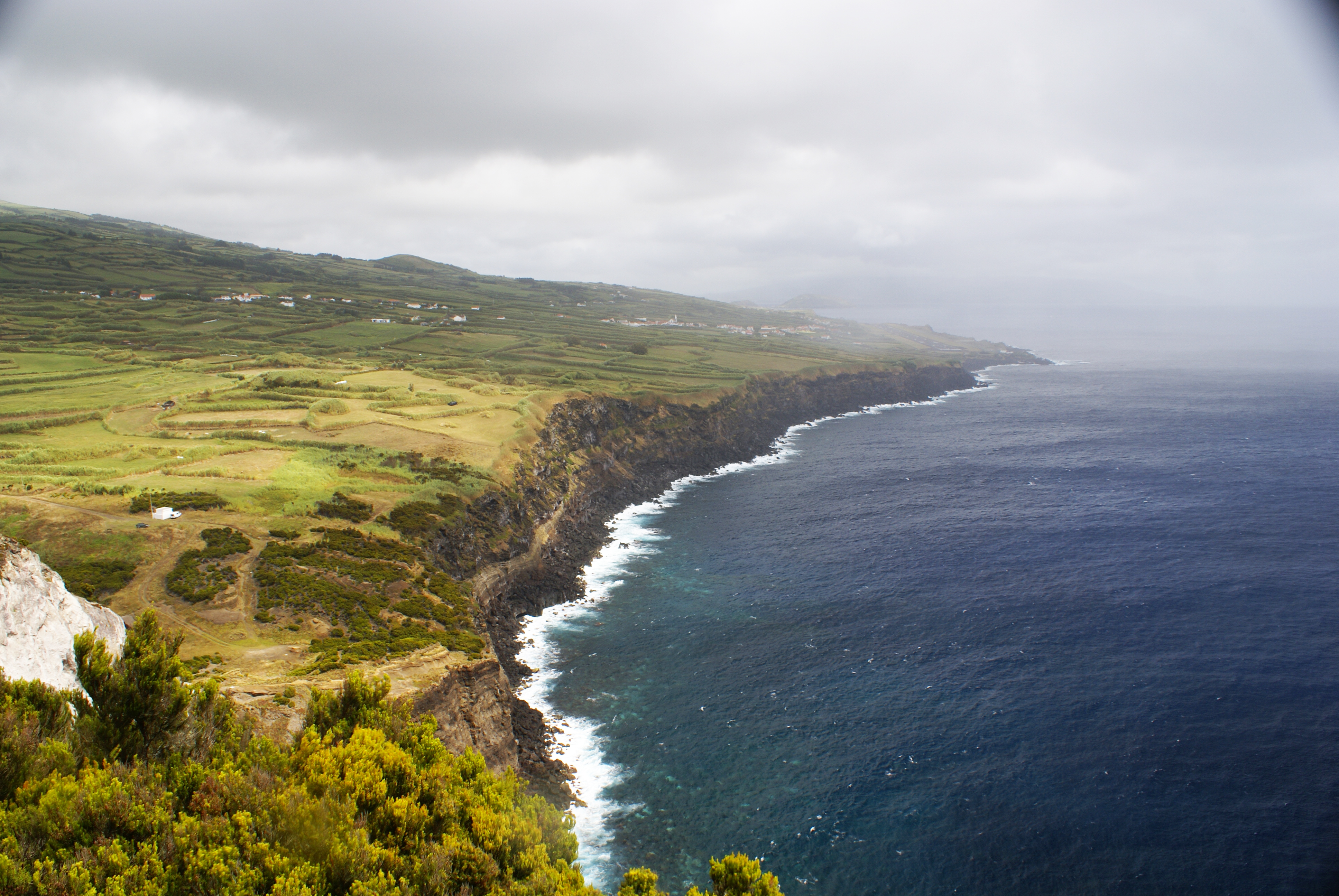
Morro de Castelo Branco, aspectos da costa voltada à Ponta do Forte.
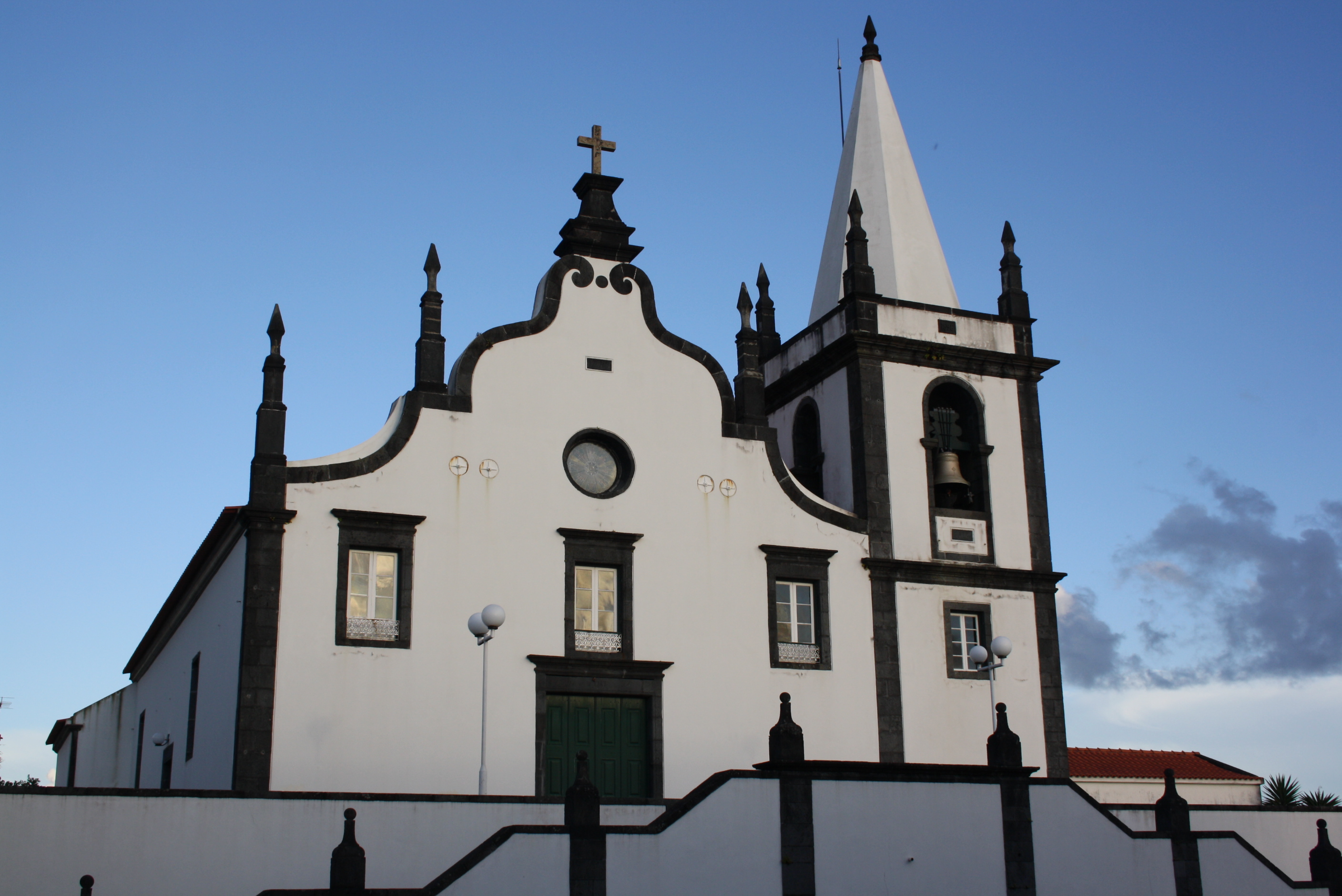
Igreja de Santa Catarina.
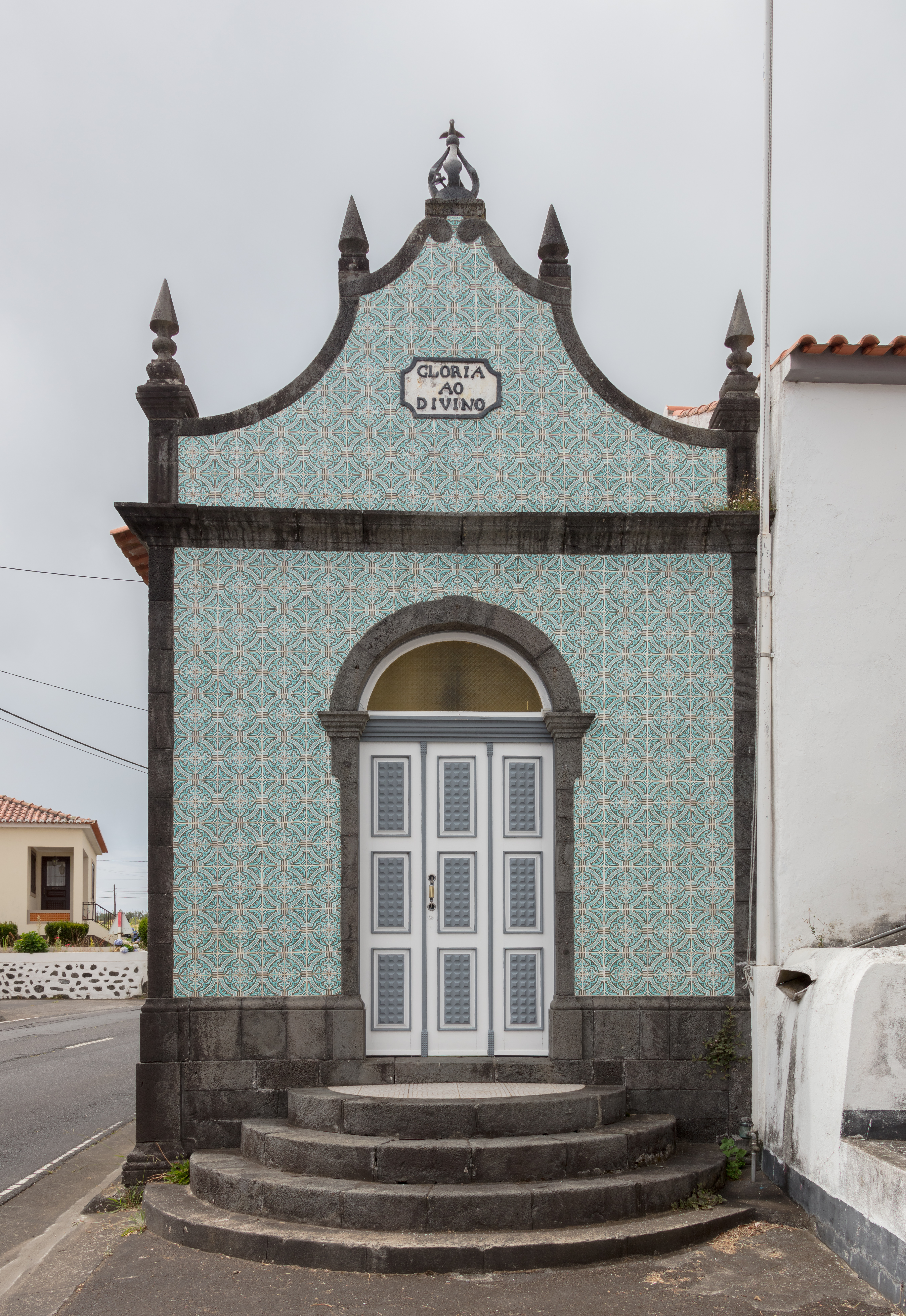
Império do Espírito Santo da Coroa Nova, Castelo Branco.
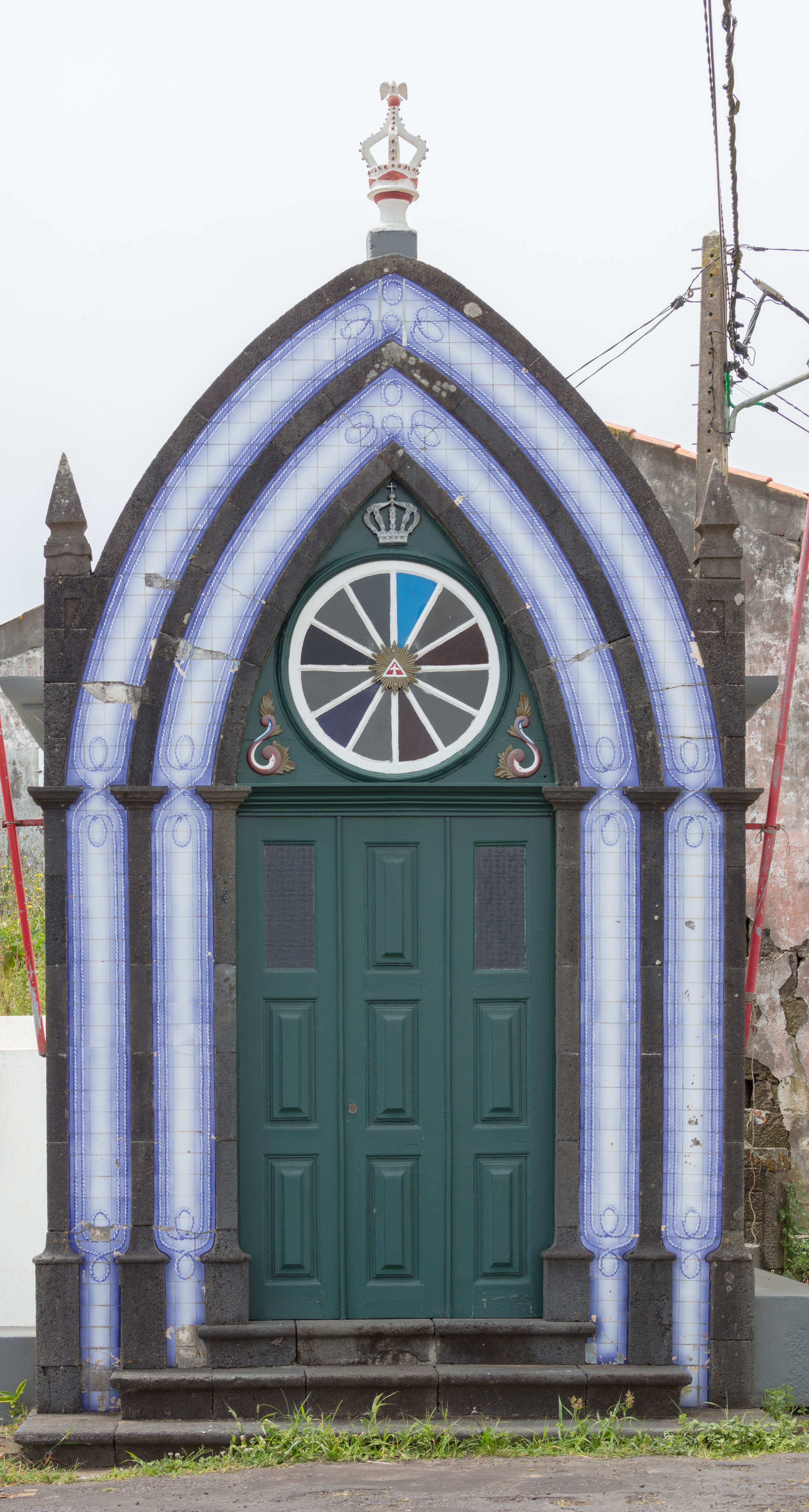
Império do Espírito Santo da Coroa da Lombega, Castelo Branco.